# سفارة فرنسا في أنغولا
سفارة فرنسا في أنغولا هي أرفع تمثيل دبلوماسي لدولة فرنسا لدى أنغولا. تقع السفارة في لواندا وهي تهدف لتعزيز المصالح الفرنسية في أنغولا.

## وصلات خارجية
- الموقع الرسمي
- قائمة سفارات فرنسا
- قائمة السفارات في أنغولا